# Независимост (площад във Варна)
„Независимост“ е името на основен площад във Варна. Намира се в район Одесос в културния и туристически център на града. Освен съвременно строителство, в района има съхранени сгради от края на XIX и началото на XX век.

## История
Според съхранените сведения, пространството на съвременния площад е традиционно градско средище в контактната зона между тогавашните арменска, гагаузка и турска махали. С подчертан ориенталски вид, то е познато като Чаршията. Още по-известно е като Муссалата, по турско-арабския израз, означаващ близо до Бога, вероятно поради обичая на местните мюсюлмани да носят и полагат своите мъртъвци в близост до Мегдан чешма, построена над разположената амфитеатрално към варненския залив турска махала. В непосредствена близост са турските гробища на Варна, които кметът Михаил Колони премества през 1881 г. и създава Градската градина.   
След Освобождението пространството остава търговско и административно средище от първостепенно значение, което закратко носи името площад „Преславски“ по името на улица „Преславска“. На площада се разполагат Градския дом с Варненското градско общинско управление, полицейското управление (бившия конак) и други учреждения.
От 1940-те до 1991 година площадът носи името „9-и септември“.

## Обекти
- Драматичен театър „Стоян Бъчваров“
- Държавен архив – Варна
- Варненски апелативен съд

## Транспорт
- Автобусни линии:
- Тролейбусни линии: